# پال شفر
پال شفر (انگلیسی: Paul Shaffer؛ زادهٔ ۲۸ نوامبر ۱۹۴۹) یک هنرپیشه، آهنگساز، رهبر ارکستر، و خواننده اهل کانادا است. وی از سال ۱۹۷۲ میلادی تاکنون مشغول فعالیت بوده‌است.
از فیلم‌ها یا برنامه‌های تلویزیونی که وی در آن نقش داشته است می‌توان به برنامه آخر وقت با دیوید لترمن اشاره کرد.